# Schiraces mortua
Schiraces mortua är en fjärilsart som beskrevs av William Schaus 1916. Schiraces mortua ingår i släktet Schiraces och familjen nattflyn. Inga underarter finns listade.